# Bizzy Bone
Bryon Anthony McCane II (Columbus, 12 de setembro de 1976), mais conhecido pelo seu nome artístico Bizzy Bone, AKA 'Lil ripsta, é um rapper americano e o mais jovem membro do grupo de rap de Cleveland, Bone Thugs-n-Harmony.

## Infância
Quando tinha 4 anos, Bryon e suas duas irmãs foram sequestrados por seu padrasto. As suas duas irmãs eram filhas biológicas do padrasto de Bryon. As crianças foram colocadas no banco de trás de um carro e levadas enquanto sua mãe trabalhava. Durante o período do sequestro, eles moraram em diversas em casas, apartamentos, muitos carros e motéis e Byron, não tinha conhecimento que ele tinha sido sequestrado. Foi-lhe dito que sua mãe tinha morrido. Em 1983, ele estava vivendo em uma reserva de Oklahoma, onde seu padrasto o deixou. Uma babá viu a foto no final do filme Made For TV  "Adam", e chamou a polícia, resultando em seu retorno a sua família.
Quando tinha treze anos, Bryon foi viver com suas irmãs e seu pai, em Cleveland, Ohio. Durante este período ele conheceu Layzie Bone, Krayzie Bone, Wish Bone e Flesh-n-Bone. Bizzy Bone começou no hip hop como um dos membros fundadores do grupo Bone Enterprise, que foi formado em 1993. Este grupo baseado em Cleveland chegou aos ouvidos do fundador do NWA, Eazy-E, que sugeriu o apelido Thugs-n-Harmony no nome do grupo. Em 2002, ele apareceu na série FOX da América Most Wanted (apresentado por John Walsh, o pai de Adam) e ele revelou sua infância abusiva. Bryon também escreveu e cantou uma música no show intitulado "AMW" na qual ele agradece Walsh e incentiva as crianças abusadas a vir para a frente.

## Carreira
Bizzy Bone começou sua carreira solo em 1998. Ele é mais conhecido por seu estilo de combinar rapid fire raps, coros com harmonia, com uma levada de fala mansa e estridente. Sua estréia solo, Heaven'z movie, foi aclamado pela crítica e disco de Platina pela RIAA. The Gift, lançado em 7 de abril de 2001, alcançou a posição # 2 na parada Billboard Independent. Muitas das canções do álbum falam de sua vida pessoal e sua infância. Em 2004, Bizzy lançou o Alpha e o Omega, que mostrou uma mudança em seu conteúdo musical e lírico. Os fãs responderam positivamente ao álbum. Bizzy seguiu com a edição limitada do álbum na internet, O The Beginning and the End (álbum). Ele lançou vários álbuns com pouco ou nenhum marketing.

## Discografia
Álbuns de Estúdio
- 1998: Heaven'z Movie
- 2001: The Gift
- 2004: Alpha and Omega
- 2005: Speaking in Tongues
- 2006: Thugs Revenge
- 2008: A Song for You
- 2010: Crossroads: 2010
- 2014: The Wonder Years 2014

## Filmografia
1. Cutthroat Alley (2003) .... Ghetty
2. Jacked Up (2001) .... Zach
3. beef 3 DVD (2006).... ele mesmo
4. what now (2015).... B Murda

## Ligação externa
- Bizzy Bone (em inglês) no AllMusic